# 經濟部產業園區管理局
經濟部產業園區管理局（簡稱園管局）是中華民國經濟部的所屬機關，專責經濟部所轄的科技產業園區（原 加工出口區）與產業園區（原 工業區）相關業務，最早前身為1966年的「經濟部高雄加工出口區管理處」。

## 歷史
- 1950年代，總統令陸續公布施行《外國投資人條例》、《華僑回國投資條例》及《獎勵投資條例》。

- 1966年12月3日設立高雄加工出口區，成立經濟部高雄加工出口區管理處。
- 1969年設立臺中加工出口區。

加工出口區管理處時期處徽

- 1970年設立楠梓加工出口區，經濟部高雄加工出口區管理處改為經濟部加工出口區管理處。之後經濟部加工出口區管理處遷往楠梓加工出口區，於其他二區各設分處。
- 1997年12月設置港口型倉儲轉運專區，於台中港設置中港加工出口區。
- 1999年2月5日經濟部工業局委託中華工程興建的高雄臨海工業廣場由加工出口區管理處接管，8月22日更名為臨廣加工出口區。
- 2000年12月於屏東縣頭前溪台灣糖業公司六塊厝農場設置屏東加工出口區；同月高雄軟體科技園區動土。
- 2012年5月，位於臺中市大里區的台中軟體園區動土，2018年啟用。
- 2021年2月，依《科技產業園區設置管理條例》，全國加工出口區均更名為「科技產業園區」[1]。11月30日立法院三讀通過《經濟部組織法》第十三條及《經濟部加工出口區管理處組織條例》修正草案，12月15日總統令公布《經濟部加工出口區管理處組織條例》改名《經濟部產業園區管理局組織條例》。
- 2023年1月3日，立法院三讀通過修正《科技產業園區設置管理條例》對應之機關名稱。5月16日，立法院三讀通過《經濟部產業園區管理局組織法》草案。6月7日，總統令公布《經濟部產業園區管理局組織法》[2]。9月26日，依法源正式更名為「經濟部產業園區管理局」，並接管原經濟部工業局（今經濟部產業發展署）的工業區管理業務、所轄的工業區同時更名為產業園區[3]。

## 組織架構
- 局長
  - 副局長（2名）
    - 主任秘書

### 內部單位
業務單位
- 園區發展組：法務科、策略規劃科、計劃管理科
- 開發營建組：開發規劃科、開發工程科、產業用地科
- 投資服務組：投資促進科、創新發展科、經營輔導科
- 營運管理組：資訊科、財務管理科、綜合管理科
- 環安勞動組：工安勞動科、環境管理科、永續發展科、環保中心、緊急應變中心

行政單位
- 秘書室：文書科、事務科
- 人事室
- 主計室
- 政風室

### 所屬分局
- 臺北分局：設於南港軟體產業園區
- 臺中分局：設於臺中港科技產業園區
- 臺南分局：設於臺南產業園區
- 高屏分局：設於高雄前鎮科技產業園區

### 所屬園區
科技產業園區
- 總局
- 臺中分局：臺中潭子科技產業園區、臺中軟體園區、臺中港科技產業園區
- 高屏分局：高雄軟體科技園區、高雄前鎮科技產業園區、高雄臨廣科技產業園區、成功物流園區、屏東科技產業園區與籌設中的仁武科技產業園區

產業園區
- 臺北分局：大武崙、南港軟體、新北、林口工二、林口工三、瑞芳、土城、樹林、觀音、龜山、平鎮、桃園幼獅、大園、中壢、新竹、龍德、利澤、美崙、和平、光華樂活創意，和平工業專用港
- 臺中分局：頭份、竹南、銅鑼、大甲幼獅、臺中港關連、臺中、大里、全興、彰濱、福興、埤頭、田中、芳苑、社頭織襪、南崗、竹山
- 臺南分局：雲林、雲林離島式基礎、民雄、頭橋、嘉太、朴子、義竹、新營、官田、永康、臺南、安平，麥寮工業專用港
- 高屏分局：永安、仁大、高雄臨海、大發、鳳山、林園、屏東、屏南、內埔、豐樂，高雄臨海林園大發產業園區聯合污水處理廠

興建或規劃中園區
- 臺中分局：彰濱產業園區鹿港西三區第三期
- 臺南分局：中埔產業園區、水上產業園區、新市產業園區、北高雄產業園區

## 歷任首長
加工出口區管理處處長
1. 謝貫一：1965年3月－1967年5月（含籌備處處長時期）
2. 吳梅村：1967年5月－1974年8月
3. 葛鎮歐：1974年8月－1976年8月（代理→真除）
4. 胡家爵：1976年8月－1983年4月
5. 余光亞：1983年4月－1990年4月
6. 汪桂生：1990年4月－1995年12月
7. 潘丁白：1995年12月—2001年1月14日（原 經濟部參事）
8. 周嚴：2001年1月15日—2005年1月27日（原 駐胡志明市經濟辦事處處長）[4]
9. 曾參寶：2005年1月28日—2008年（原 臺北縣副縣長）
10. 歐嘉瑞：2008年－2010年5月26日（原 經濟部主任秘書）
11. 沈榮津：2010年5月27日－2012年6月18日（原 經濟部參事兼中部辦公室主任）
12. 黃文谷：2012年6月19日—2021年1月16日（原 經濟部參事兼中部辦公室主任）
13. 楊伯耕：2021年1月16日—2023年9月25日（原 經濟部工業局副局長）

產業園區管理局局長
1. 楊伯耕：2023年9月26日—2025年1月15日
  1. 劉繼傳：2025年1月15日—2025年3月19日（副局長代理）
2. 楊志清：2025年3月19日—現任（原 經濟部產業發展署署長）

## 外部連結
- 經濟部產業園區管理局 （页面存档备份，存于）（繁體中文）（英文）（日語）